# Gresin
Gresin est une ancienne commune française située dans le département de la Savoie, en région Auvergne-Rhône-Alpes. Le 1er janvier 2019, elle a fusionné avec les communes de Saint-Genix-sur-Guiers et Saint-Maurice-de-Rotherens pour former la commune nouvelle de Saint-Genix-les-Villages.

## Géographie
Gresin est une commune située dans l'Avant-Pays savoyard dans le département de la Savoie. Elle est délimitée au sud et à l'ouest par Saint-Genix-sur-Guiers, au nord par Champagneux et au nord-est par Saint-Maurice-de-Rotherens.
Les agglomérations les plus proches sont Chambéry à 25 km à l'est, Lyon à 70 km à l'ouest, Grenoble à 60 km au sud et Annecy à 55 km au nord-est.
C'est un village à ne pas confondre avec le hameau de Grésin (commune de Léaz), dans le département de l'Ain.

## Toponymie
Le toponyme Gresin désigne très probablement le domaine de Gratius.
La commune a porté les formes anciennes de Grésin-Lépin-et-Molasses, Grézin-le Pin-et-Moulaces ou encore Gressin-Lepin-et-Molasses-en-Savoye, à la suite de l'absorption au cours de la période révolutionnaire (1790-1794), les communes des Molasses et du Pin.
Le toponymes des anciennes communes
- Le Pin serait la forme latine de Pinnus ;
- Les Molasses dériverait de mollis (« mou »).

En francoprovençal, le nom de la commune s'écrit Grazin (graphie de Conflans) ou Grèsi (ORB).

## Histoire
On peut encore aujourd'hui voir les vestiges du passage d'une voie romaine qui servait à franchir les premières montagnes des Alpes pour les chariots. Les restes de cette voie peuvent être observés le long du chemin "le Terrailler" qui se situe dans les hauteurs du village.
Au cours de la période médiévale, la paroisse de Gresin appartient à la seigneurie de Gerbaix. Au XIIIe siècle, elle fait partie de la châtellenie de Saint-Genix, dans l'organisation du comté de Savoie
Les paroisses de Gresin et Le Pin, jusque là indépendantes, sont finalement réunis au cours du XVIIIe siècle.
Au cours de la période d'occupation du duché de Savoie par les troupes révolutionnaires françaises, à la suite du rattachement de 1792, la commune appartient au canton de Saint-Genix, au sein du département du Mont-Blanc. Le village des Molasses est érigé en commune indépendante, tandis que Gresin porte le nom de Gresin-Le Pin.
Il existait autrefois une tradition dite du « saut du Truison », la rivière locale, pour les jeunes filles voulant connaître leur sort après le mariage.
Le 1er janvier 2019, la commune fusionne avec celles de Saint-Genix-sur-Guiers et Saint-Maurice-de-Rotherens pour former la commune nouvelle de Saint-Genix-les-Villages dont la création est actée par un arrêté préfectoral du 23 octobre 2018.

## Politique et administration
| Période                                  | Période                 | Identité                  | Étiquette | Qualité                                                          |
| ---------------------------------------- | ----------------------- | ------------------------- | --------- | ---------------------------------------------------------------- |
| Les données manquantes sont à compléter. |                         |                           |           |                                                                  |
| 1900                                     | 1912                    | Jean-Joseph Perroud       |           |                                                                  |
| 1912                                     | 1929                    | Jean-Joseph Girod         |           |                                                                  |
| 1929                                     | 1935                    | Pierre Gojon              |           |                                                                  |
| 1935                                     | 1945                    | Antoine-Joseph Guillermin |           |                                                                  |
| 1945                                     | 1955                    | Auguste Charbon           |           |                                                                  |
| 1955                                     | 1959                    | Alfred-Louis Perroud      |           |                                                                  |
| 1959                                     | 1989                    | Albert Charbon            | DVG       |                                                                  |
| 1989                                     | 2020                    | Robert Charbonnier        | SE        | Président de la Communauté de communes Val Guiers de 2014 à 2020 |
| 2020                                     | En cours (au juin 2022) | Philippe Cormier          | SE        | Maire de la commune déléguée de Grésin depuis 2020               |

## Population et société

### Démographie
Les habitants de la commune sont appelés les Grésonards, bien que l'expression Grésinois soit également utilisée.

L'évolution du nombre d'habitants est connue à travers les recensements de la population effectués dans la commune depuis 1793. Pour les communes de moins de 10 000 habitants, une enquête de recensement portant sur toute la population est réalisée tous les cinq ans, les populations de référence des années intermédiaires étant quant à elles estimées par interpolation ou extrapolation. Pour la commune, le premier recensement exhaustif entrant dans le cadre du nouveau dispositif a été réalisé en 2008.

En 2016, la commune comptait 375 habitants, en évolution de +4,17 % par rapport à 2010 (Savoie : +3,63 %, France hors Mayotte : +2,11 %).
| 1793 | 1800 | 1806 | 1822 | 1838 | 1848 | 1858 | 1861 | 1866 |
| ---- | ---- | ---- | ---- | ---- | ---- | ---- | ---- | ---- |
| 396  | 286  | 417  | 500  | 569  | 511  | 480  | 490  | 471  |

| 1872 | 1876 | 1881 | 1886 | 1891 | 1896 | 1901 | 1906 | 1911 |
| ---- | ---- | ---- | ---- | ---- | ---- | ---- | ---- | ---- |
| 439  | 482  | 495  | 506  | 438  | 440  | 404  | 397  | 348  |

| 1921 | 1926 | 1931 | 1936 | 1946 | 1954 | 1962 | 1968 | 1975 |
| ---- | ---- | ---- | ---- | ---- | ---- | ---- | ---- | ---- |
| 307  | 308  | 311  | 282  | 271  | 261  | 285  | 235  | 184  |

| 1982 | 1990 | 1999 | 2006 | 2008 | 2013 | 2016 | - | - |
| ---- | ---- | ---- | ---- | ---- | ---- | ---- | - | - |
| 201  | 235  | 263  | 328  | 347  | 368  | 375  | - | - |

### Enseignement
La commune de Lépin-le-Lac se situe dans l'académie de Grenoble. À la rentrée 2017-2018, elle administre une école élémentaire publique (maternelle et élémentaire) qui accueille 48 élèves.

### Médias

#### Presse écrite
La presse écrite locale est représentée par la presse quotidienne ou hebdomadaire régionale, notamment le Dauphiné libéré, avec son édition du Chartreuse et de Chambéry, l’Essor savoyard ou encore la Vie Nouvelle.
La commune dispose d'une newsletter et d'un Bulletin municipal, accessible en ligne depuis le site Internet de la commune.

#### Radio et télévision
La commune est couverte par des antennes locales de radios dont France Bleu Pays de Savoie ainsi que par des antennes locales de radios dont France Bleu Pays de Savoie, Radio ISA et Radio Couleur Chartreuse. La chaîne de télévision locale TV8 Mont-Blanc diffuse des émissions sur les pays de Savoie, notamment l'émission « La Place du village ». France 3 et sa station régionale France 3 Alpes, peuvent parfois relater les faits de vie de la commune.

## Culture locale et patrimoine

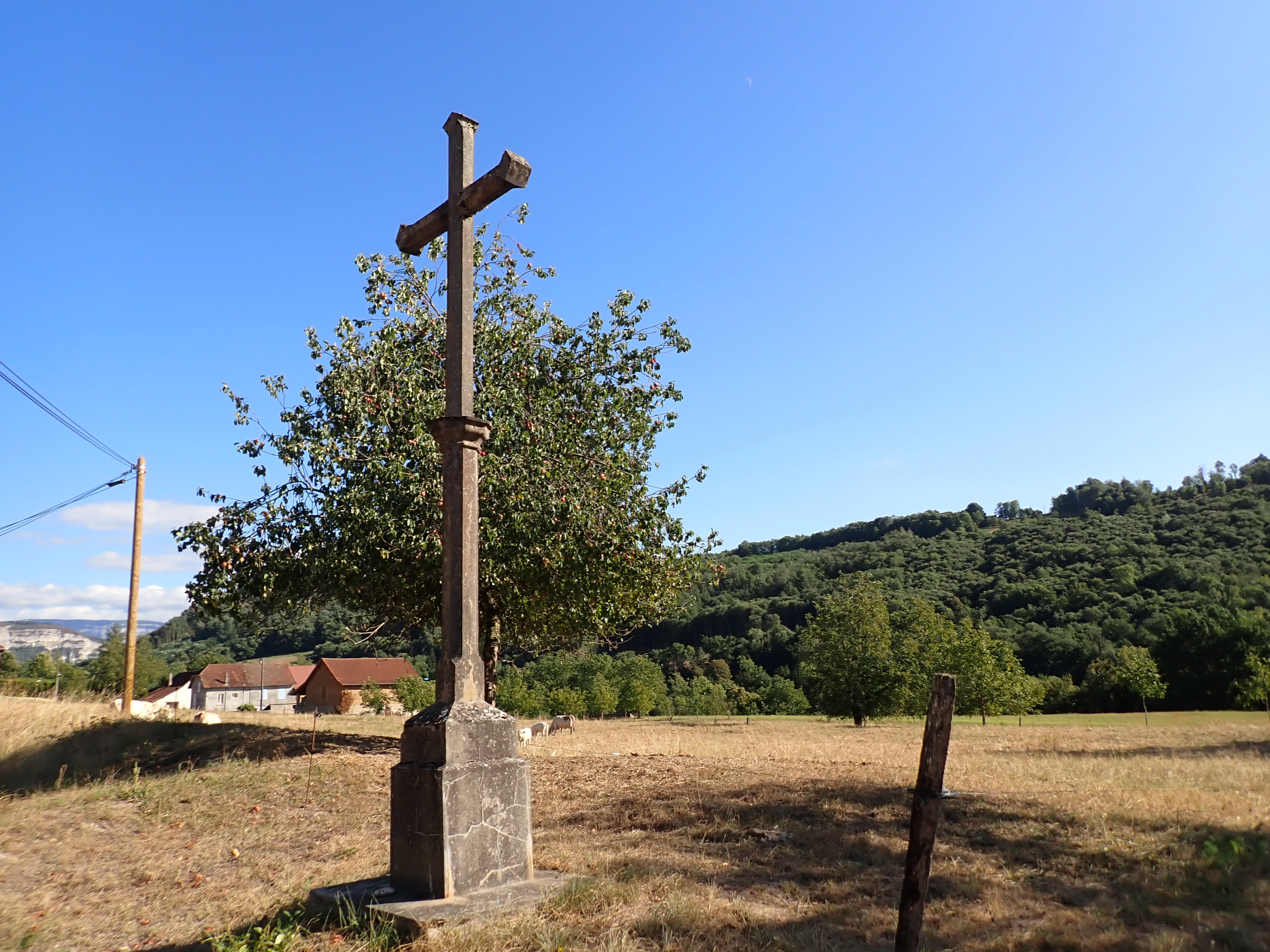
Croix à l'entrée du hameau du Pin.

### Lieux et monuments
- La croix de Sasseigne.
- L'église du village, construite au XIXe siècle.
- Les ruines du château de Mauchamps.
- Le centre équestre du village est un grand complexe, construit dans les années 2000, il appartient aux descendants du peintre Henri Matisse.

### Les fermes fortifiées

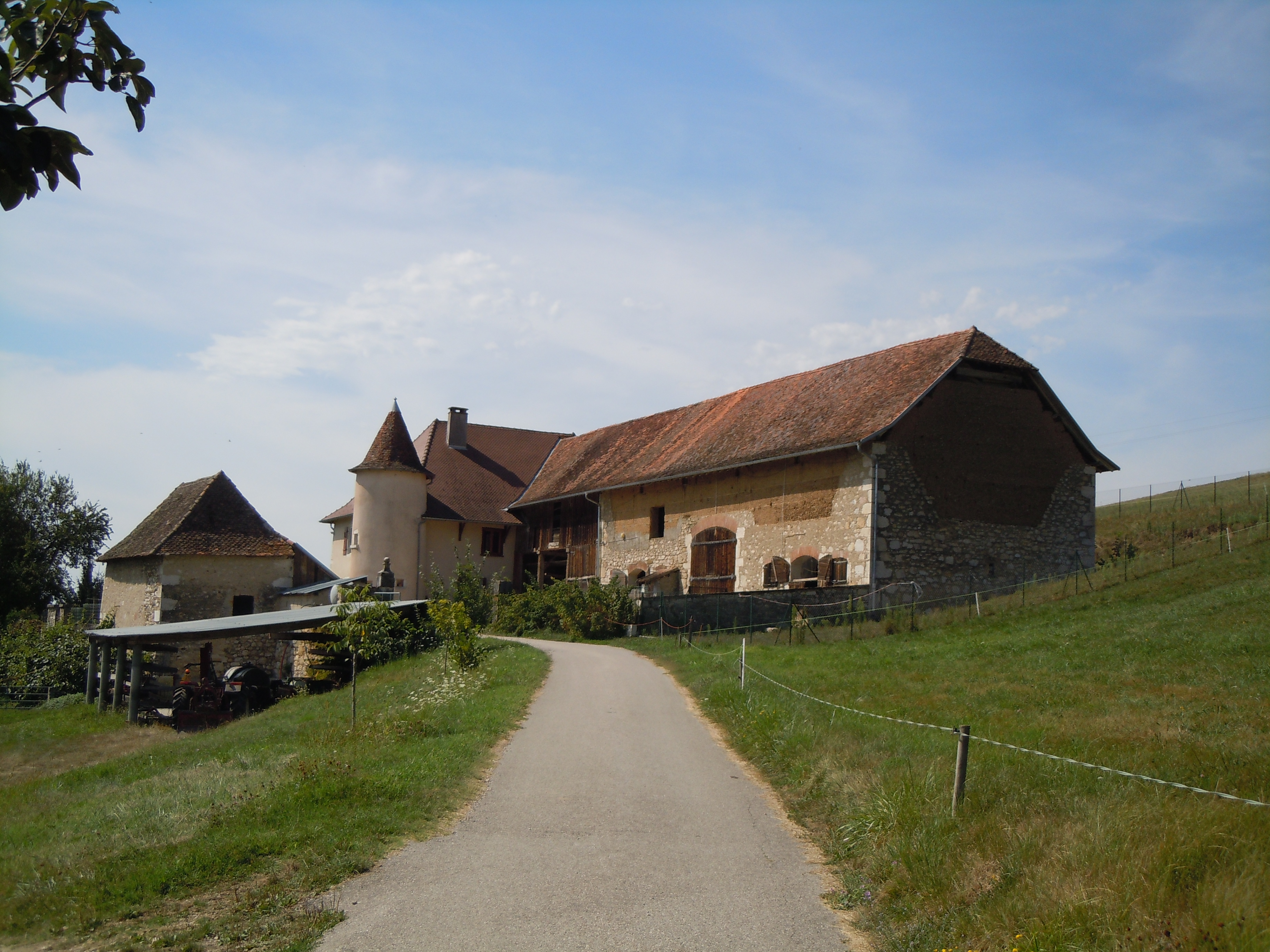
Ferme fortifiée : La Tour.

Gresin compte deux fermes fortifiées, appelées Grosses maisons. Il s'agit de La Tour et de La Maréchale. Au XVIIIe siècle, Gresin était organisée autour de trois ou quatre grandes propriétés. Chacune d'elles comptant :
- un bâtiment en pierre (et non en pisé) ;
- une maison d’habitation massive avec un toit dauphinois pentu ;
- une tour ronde ;
- des jardins clos, un lavoir ;
- une grange ;
- des dépendances pour les ouvriers agricoles.

La plus importante ferme fortifiée, La Tour, a été construite au XVIe siècle.

### Sites naturels

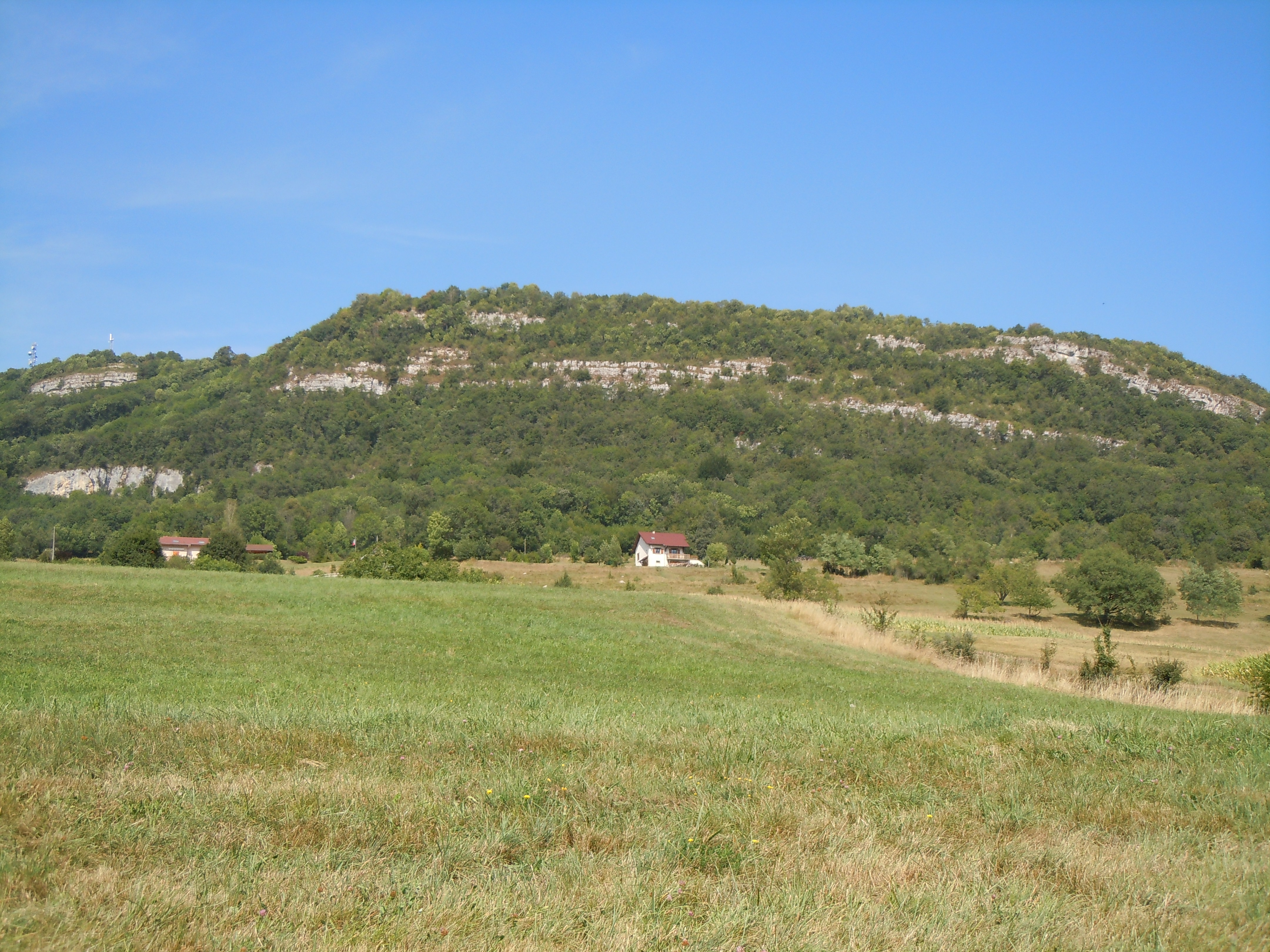
Pelouses sèches de Gresin.

Les Pelouses sèches de Gresin sont une zone naturelle d'intérêt écologique, faunistique et floristique de type I (classée sous le numéro régional no 73000038) et font partie du réseau de zones humides, pelouses, landes et falaises de l'avant-pays savoyard, classé site d'importance communautaire Natura 2000. L'ensemble de pelouses et de végétations broussailleuses xéro-thermophiles couvre une surface de 77 hectares. De nombreuses espèces d'orchidées sont présentes en particulier le limodore à feuilles avortées ainsi que d'autres espèces de plantes protégées comme le saxifrage à bulbilles et la marguerite de la Saint-Michel.